# Koloman von Pataky

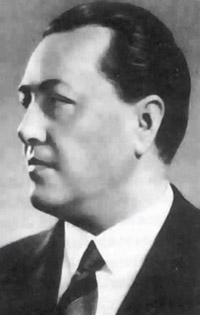
Koloman von Pataky (1937)

Koloman von Pataky, geboren als Kálmán Pataky de Déstalva (* 14. November 1896 in Alsó Neudra oder Alsólendva, Österreich-Ungarn; † 3. März 1964 in Los Angeles) war ein ungarischer Opernsänger (Tenor).

## Leben
Nach kurzer und wenig systematischer Ausbildung debütierte er in Budapest als Herzog von Mantua in Verdis Rigoletto. 1926 ging er nach Wien und wirkte unter anderem an der Erstaufführung der Ägyptischen Helena von Richard Strauss mit. Sein Schwerpunkt lag auf dem italienischen und französischen Fach, einen Namen machte er sich als Mozart-Sänger. 1929 gab er sein Debüt bei den Salzburger Festspielen in Mozarts Don Giovanni und in Strauss’ Rosenkavalier.
Pataky wohnte in den Jahren nach seiner Ankunft in Wien in der Damböckgasse 10, Wien-Mariahilf. Zusammen mit seiner 14 Jahre jüngeren Frau Lea Beregi (1910–1996), Tochter des 1919 nach Wien geflüchteten ungarischen Schauspielers Oskar Beregi (1876–1965), führte er in dessen Wohnung Margaretenstraße 82, Wien-Margareten, ein überaus gastfreundliches Haus. 1932 stellte Pataky in Wien Antrag auf finanziellen Ausgleich, nachdem ihn sein Schneider sowie die Gesangslehrerin seiner Frau wegen nicht bezahlter Außenstände verklagt hatten. Die gesellschaftliche Affäre – Pataky war Ensemblemitglied der Wiener Staatsoper im Rang eines österreichischen Kammersängers – brachte zutage, dass angeblich die überbordende Gastfreundschaft, die das Ehepaar jedem Besucher ihres Hauses entbot, zur Mittellosigkeit des Sängers geführt hatte. Im September 1932 wurde Patakys Antrag vom Gericht abgelehnt, im Dezember darauf eingestellt. Nach Lehmanns Wohnungsanzeiger dürfte Pataky in der Folge seine Wohnung in der Damböckgasse aufgegeben haben. 
1939 sang Pataky den Hüon aus Webers Oberon an der Mailänder Scala unter Tullio Serafin.
Seine Mozart-Interpretationen sollen zu den besten des 20. Jahrhunderts gehört haben. Nach einer Beinamputation musste er in den 1940er Jahren seine Laufbahn beenden.

## Filmografie
- 1943: Egér a palotában